# Saint-Gervais, Vendée

Saint-Gervais este o comună în departamentul Vendée, Franța. În 2009 avea o populație de 2,243 de locuitori.